# Grojband
Grojband (un portmanteau pentru "garage" și "band" în engleză) este un serial de animație canadian de televiziune creat de Todd Kauffman și Mark Thornton pentru Teletoon în Canada și Cartoon Network în Statele Unite. Produs de Fresh TV și Neptoon Studios, cu animație de Elliott Animation, în asociere cu FremantleMedia Enterprises, a avut premiera pe 10 iunie 2013 în Statele Unite, pe 5 septembrie 2013 în Canada și pe 21 aprilie 2014 în Regatul Unit. Printre producătorii executivi se numătă Tom McGillis și Jennifer Pertsch, creatorii francizei Dramă Totală.
Serialul a fost difuzat în România începând din 5 februarie 2014 pe canalul Megamax.